# 文学少女の歌集II -月とカエルと文学少女-
『文学少女の歌集II -月とカエルと文学少女-』（ぶんがくしょうじょのかしゅうつー つきとかえるとぶんがくしょうじょ）は、堀江由衣の11枚目のオリジナルアルバムである。2022年3月23日にKING AMUSEMENT CREATIVEから発売された。

## 解説
- 前作『文学少女の歌集』から約3年8ヶ月ぶりとなるオリジナルアルバムで、前作の世界観を引き継ぎながらも夏の憧憬を描いた前作とはまた違った少女像が描かれている。[2]

- 前年に配信限定でリリースされた「Adieu」「虹が掛かるまでの話」を全国流通で初CD化した他、新曲9曲を加えた全11曲を収録している。堀江のオリジナルアルバムの中では一番少ない収録曲数となっている。

- 作家陣も堀江の楽曲ではお馴染みとなった、あさのますみや清竜人の他に、兄弟レーベルである・SONIC BLADE所属のバンド・sajiのヨシダタクミと初コラボが実現した。

- 販売形態は初回限定盤と通常盤の2種リリースで、初回盤には別冊写真集付が封入。

## 収録曲
| #         | タイトル               | 作詞                       | 作曲                       | 編曲                                                             | 時間  |
| --------- | ---------------------- | -------------------------- | -------------------------- | ---------------------------------------------------------------- | ----- |
| 1.        | 「月とカエル」         | ヨシダタクミ （from saji） | ヨシダタクミ （from saji） | アオヤマイクミ・ヨシダタクミ（from saji）                        | 3:02  |
| 2.        | 「Wake Up」            | 堀江由衣                   | kani                       | 伊藤立                                                           | 3:18  |
| 3.        | 「君とさよなら」       | 吉岡大地                   | 吉岡大地                   | 秋浦智裕                                                         | 4:03  |
| 4.        | 「スタートライン」     | あさのますみ               | 大川茂伸                   | 大川茂伸                                                         | 4:08  |
| 5.        | 「チャイム」           | 志渡ななみ                 | 吉岡大地                   | 小山寿                                                           | 3:43  |
| 6.        | 「Adieu」              | 清竜人                     | 清竜人                     | 清竜人                                                           | 3:55  |
| 7.        | 「25:00」              | ヨシダタクミ （from saji） | ヨシダタクミ （from saji） | 中島生也・ヨシダタクミ（from saji） ストリングアレンジ：菊谷知樹 | 3:53  |
| 8.        | 「ラブアテンション」   | ヨシダタクミ （from saji） | ヨシダタクミ （from saji） | ヨシダタクミ （from saji）                                       | 3:54  |
| 9.        | 「虹が架かるまでの話」 | 金丸佳史                   | 中野領太                   | 中野領太                                                         | 4:38  |
| 10.       | 「1/60フレーム」       | 空谷泉身                   | 吉岡大地                   | 伊藤立                                                           | 3:53  |
| 11.       | 「瑠璃色の傘を差して」 | 清竜人                     | 清竜人                     | 清竜人                                                           | 4:20  |
| 合計時間: | 合計時間:              | 合計時間:                  | 合計時間:                  | 合計時間:                                                        | 42:47 |

## 参加ミュージシャン
| 月とカエル - Drums：テディ（from TeddyParty） - E.Bass：ヤマザキヨシミツ（from saji） - E.Guitar：ヨシダタクミ（from saji） - A.Piano：オオノシオリ（from monoralism） - Other Instruments＆Programming：アオヤマイクミ（from monoralism） - Recording Engineer：庄子淳・山本尚弘 - Mixing Engineer：中村‘NK-I’研一 - Production Cordinate：渡邉亮介（KING RECORDS） - Vocal Contracting：門田匡陽（from agehastrings Party） - Direction＆Organize：市川洋介（from agehastrings Party）・小林健（onetrap）・馬場貴広（onetrap） Wake Up - Programming＆All Instruments：伊藤立（from agehastrings Party） - Recording Engineer：庄子淳 - Mixing Engineer：中村‘NK-I’研一 - Vocal Contracting：市川洋介（from agehastrings Party） - Direction＆Organize：市川洋介（from agehastrings Party）・小林健（onetrap）・馬場貴広（onetrap） 君とさよなら - Programming＆All Instruments：秋浦智裕（from agehastrings Party） - Recording Engineer：庄子淳 - Mixing Engineer：中村‘NK-I’研一 - Vocal Contracting：門田匡陽（from agehastrings Party） - Direction＆Organize：市川洋介（from agehastrings Party）・小林健（onetrap）・馬場貴広（onetrap） スタートライン - Guitars：小野寺明敏 - Strings：伊藤佳奈子Strings - Drums Programming：シラナイタルヲ - Other Instruments＆Programming：大川茂伸 - Recording Engineer：庄子淳 - Mixing Engineer：中村‘NK-I’研一 - Vocal Contracting：高橋浩一郎（onetrap） - Direction＆Organize：市川洋介（from agehastrings Party）・小林健（onetrap）・馬場貴広（onetrap） チャイム - Programming＆All Instruments：小山寿（from agehastrings Party） - Recording Engineer：庄子淳 - Mixing Engineer：中村‘NK-I’研一 - Vocal Contracting：中野領太（from agehastrings Party） - Direction＆Organize：市川洋介（from agehastrings Party）・小林健（onetrap）・馬場貴広（onetrap） Adieu - Drums：川口千里 - E.Bass：岩永真奈 - Guitars：菰口雄矢 - Strings：三國茉莉Strings - Keyboards＆Programming：清竜人 - Recording Engineer＆Mixing Engineer：石井満 | 25:00 - Drums：テディ（from TeddyParty） - E.Bass：ヤマザキヨシミツ（from saji） - E.Guitar：ヨシダタクミ（from saji） - A.Piano：オオノシオリ（from monoralism） - Strings：室屋光一郎Strings - Other Instruments＆Programming：中島生也（from monoralism）・ヨシダタクミ（from saji） - Recording Engineer：庄子淳・山本尚弘・唐澤千文（POPHOLIC） - Mixing Engineer：中村‘NK-I’研一 - Musician Cordinate：三上桂吾（POPHOLIC） - Production Cordinate：渡邉亮介（KING RECORDS） - Vocal Contracting：高橋浩一郎（onetrap） - Direction＆Organize：市川洋介（from agehastrings Party）・小林健（onetrap）・馬場貴広（onetrap） ラブアテンション - Drums：テディ（from TeddyParty） - E.Bass：ヤマザキヨシミツ（from saji） - E.Guitar：ヨシダタクミ（from saji）・香取真人 - A.Piano＆Organ：オオノシオリ（from monoralism） - Other Instruments＆Programming：中島生也（from monoralism）・ヨシダタクミ（from saji） - Recording Engineer：庄子淳・山本尚弘 - Mixing Engineer：中村‘NK-I’研一 - Production Cordinate：渡邉亮介（KING RECORDS） - Vocal Contracting：門田匡陽（from agehastrings Party） - Direction＆Organize：市川洋介（from agehastrings Party）・小林健（onetrap）・馬場貴広（onetrap） 虹が架かるまでの話 - Programming,All Instruments＆Vocal Contracting：中野領太（from agehastrings Party） - Recording Engineer：石井満 - Mixing Engineer：中村‘NK-I’研一 - Direction＆Organize：市川洋介（from agehastrings Party）・小林健（onetrap）・馬場貴広（onetrap） 1/60フレーム - Programming＆All Instruments：伊藤立（from agehastrings Party） - Recording Engineer：庄子淳 - Mixing Engineer：中村‘NK-I’研一 - Vocal Contracting：中野領太（from agehastrings Party） - Direction＆Organize：市川洋介（from agehastrings Party）・小林健（onetrap）・馬場貴広（onetrap） 瑠璃色の傘を差して - A.Piano：大谷愛 - Programming：清竜人 - Recording Engineer＆Mixing Engineer：井上慎太郎 |